# Лопухин, Андрей Иванович
Андрей Иванович Лопухин (2 октября 1738 — 19 октября 1817) — российский государственный деятель, первый губернатор Тульской губернии. Тайный советник (1790).
Представитель старинного дворянского рода. Отец — Иван Иванович Лопухин (1683—1750).
Начал военную службу в 1754 г. в Москве в Кадетском корпусе. В 1764 г. Сухопутного Шляхетского корпуса капитан-поручик. В 1777 инженер-подполковник Инженерного полка. В 1781—1783 поручик правителя Пермского наместничества. В 1783—1786 поручик правителя Костромского наместничества. Действительный статский советник (1785).
В 1787—1796 правитель Тульского наместничества. Тайный советник (1790). С октября 1796 г. по январь 1797 г. первый гражданский губернатор Тульской губернии. В книге "Дворянские роды Российской империи" отмечается, что он "всемерно и весьма успешно способствовал преобразованию Тульской губернии".
Похоронен в Туле в храме Преображения Господня Успенского женского монастыря (этот храм был построен в период его губернаторства).В нижнем храме, находится место погребения  Андрея Ивановича Лопухина, тайного советника и благодетеля Успенского монастыря, немало сделавшего для преобразования и развития тульского края, в котором его предки и потомки жили около 400 лет. После закрытия храма и монастыря в 1921 году, плита с места погребения была уничтожена. 
25 марта 2017 года - в год 200-летия со дня кончины Андрея Ивановича и в год 100-летия крушения Российской Империи, попечением кн. В.О.Лопухина была восстановлена и освящена чугунная мемориальная плита его прародителю на стене внутри храма. 
Одновременно по предложению кн.В.О.Лопухина и его стараниями была сделана реставрация сохранившейся памятной плиты с места погребения игумении Клавдии (1762-1859) – настоятельницы Успенского монастыря, благодетелем которого был А.И.Лопухин. Сия плита была также установлена и освящена в храме Преображения Господня 25 марта 2017 г. 
Настоятелем сего храма протоиереем Сергием Резухиным перед освящением была отслужена панихида по приснопоминаемым игумении Клавдии и Андрею Ивановичу Лопухину с поминовением его почивших предков и потомков. 
Плита А.И.Лопухина выполнена, а плита игумении Клавдии отреставрирована Мариной Логуновой. 

## Семья
- 1-я жена — Елизавета, дочь коллежского советника Петра Петровича Чекалевского. У них дочь и четыре сына. Сын Пётр (1767 — после 1814) — генерал-адъютант.
- 2-я жена Анна (1759 — 11.06.1813), дочь капитана Алексея Федоровича Смирнова.